# Bát quái đồ

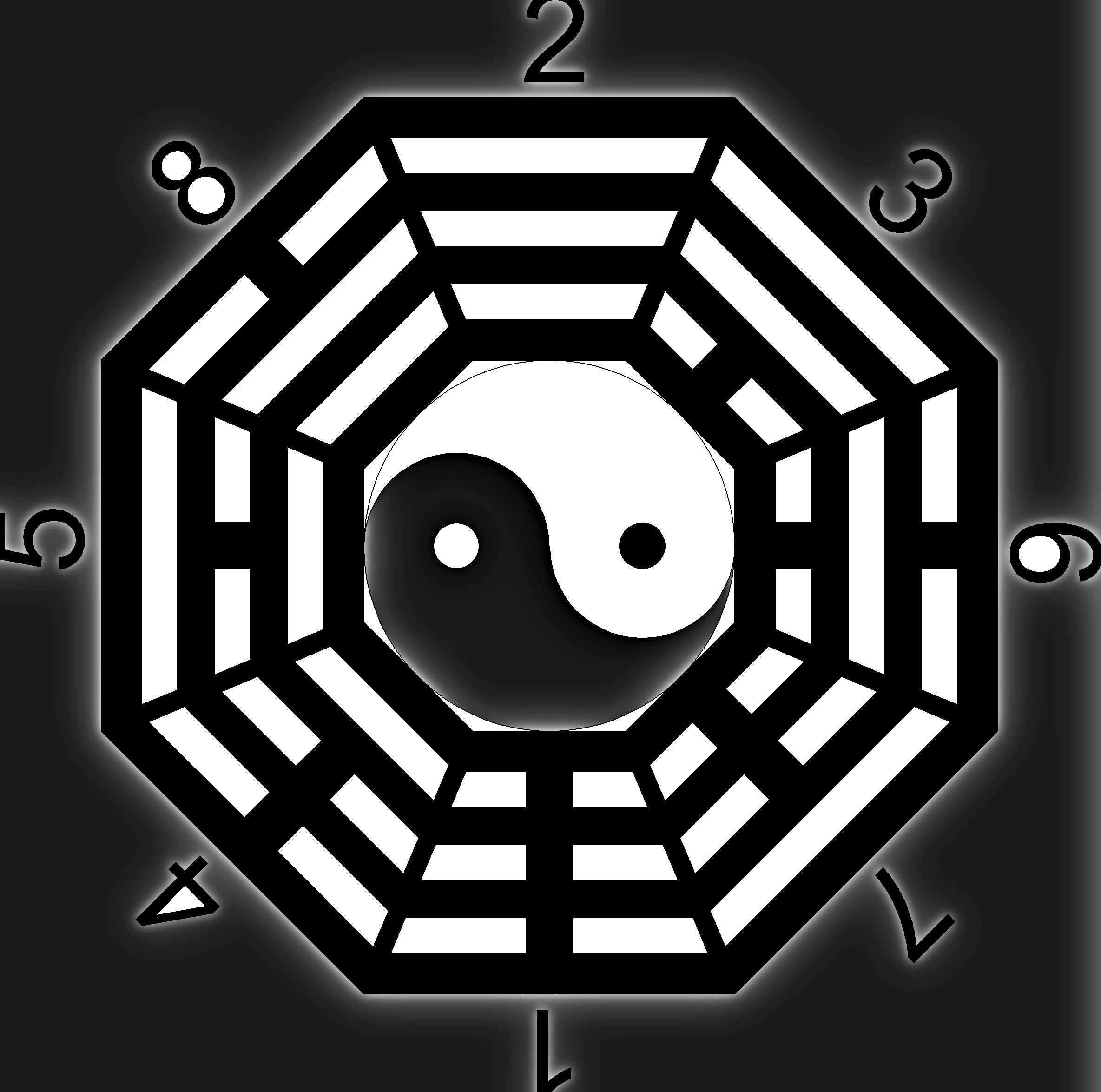
Tiên Thiên Bát Quái

Bát quái đồ là hình ảnh sắp xếp các Quẻ Kinh Dịch, Bát quái thành một vòng tròn theo một trật tự nhất định.Dưới đây là Tiên thiên bát quái :
Có hai loại là Tiên thiên Bát quái và Hậu thiên Bát quái. Phương vị của Bát quái theo Thiên văn ngược với phương vị trên mặt đất.
Thuyết bát quái đồ được đề cập trong Đạo giáo.

## Tiên thiên Bát quái
Là hình Bát quái được sắp xếp theo trật tự có tính đối xứng rất rõ. Đối xứng với một hào Âm (vạch đứt) sẽ là một hào Dương (vạch liền). Quẻ Càn ở trên cùng gồm 3 hào dương (3 vạch liền) thì đối xứng dưới cùng là Quẻ Khôn gồm 3 hào âm (3 vạch đứt). Quẻ Khảm gồm 1 hào dương nằm giữa 2 hào âm thì đối xứng là quẻ Ly gồm 1 hào âm nằm giữa hai hào dương.Đây là Hậu thiên bát quái .
Sự vận động của Tiên thiên bát quái về mặt hình học là khá rõ ràng: thuận chiều kim đồng hồ, cứ thay thế một hào âm bằng một hào dương (hoặc một hào dương bằng một hào âm) từ trên xuống, sẽ cho quẻ tiếp theo phía bên trái.

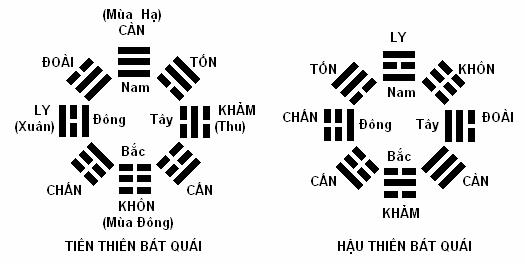
Hậu Thiên Bát Quái và Tiên Thiên Bát Quái

## Hậu thiên Bát quái
Hậu thiên bát quái đặt các quẻ theo trình tự ngược chiều kim đồng hồ là: Càn - Khảm - Cấn - Chấn - Tốn - Ly - Khôn - Đoài, với quẻ Càn nằm ở góc tây bắc, vì phương vị người xưa nghịch với ngày nay - Trên Nam, Dưới Bắc, Phải Tây, Trái Đông. Điều này dựa trên một mệnh đề của kinh dịch: "Thuận thì tại,trái nghịch mâu thuẫn thì tiêu tán",
Giải thích tại sao có Hậu thiên bát quái bằng toán học nhị phân ( Hậu nghĩa là sau, Tiên nghĩa là trước, ý nói bát quái chuyển từ trạng thái tiên thiên về hậu thiên)
Ta thay vạch đứt bằng trị số 0, vạch liền bằng trị số 1, sẽ được trị số nhị phân của từng quẻ, sau đó lại chuyển đổi trị số này về thập phân:
Quy ước chuyển đổi:
Vạch âm (vạch đứt =0)
Vạch liền (vạch dương=1), ta có:
Càn = 111 = 7
Đoài = 110 = 6
Ly = 101 = 5
Chấn = 100 = 4
Tốn = 011 = 3
Khảm = 010 = 2
Cấn = 001 = 1
Khôn = 000 =0
Cộng trị số thập phân của 2 miền âm dương trong bát quái tiên thiên, ta có:
+ Tổng trị số ( thập phân ) miền dương 4 quẻ Càn(7) + Đoài(6) + Ly(5) + Chấn(4) = 22
+ Tổng trị số ( thập phân ) miền âm 4 quẻ Khôn(0) + Cấn(1) + Khảm(2) + Tốn(3) = 6
Như vậy, bát quái tiên thiên sau khi hình thành theo kiểu đổi xứng, thì mất cân bằng giữa 2 miền âm dương (22-6), dẫn đến sự dịch chuyển các quẻ thành bát quái hậu thiên để đạt tới trạng thái cân bằng, với sự thay đổi các quẻ như sau:
Càn (7) + Khảm(2) + Cấn(1) + Chấn(4)=14
Tốn(3) + Ly(5) + Khôn (0) + Đoài(6)=14
Sự dịch chuyển này là tất yếu, nhưng đồng thời cũng làm mất đi tính đối xứng đẳng hướng ban đầu của tiên thiên bát quái.
Kết luận: Hậu thiên bát quái là sự dịch chuyển các quẻ của thiên thiên bát quái khỏi vị trí ban đầu của chúng nhắm đạt đến trạng thái cân bằng giữa 2 miền âm dương.

## Lịch sử
Có nhiều thuyết về sự hình thành của Tiên thiên bát quái:
- Thuyết cho rằng Phục Hi khi lập thành các quẻ thì cũng vẽ ra Tiên thiên Bát quái
- Thuyết cho rằng Đại Vũ trị thủy mới lấy được Hà đồ, vẽ ra Tiên thiên bát quái

Hậu thiên bát quái thì được cho là do Văn vương nhà Chu vẽ ra khi ở trong ngục Dữu Lý. Lý do tại sao Văn vương vẽ Hậu thiên bát quái theo trật tự không có tính đối xứng vẫn còn là một đề tài để cho các học giả nghiên cứu.

## Kết hợp Thái cực đồ và Bát quái đồ
Để hoàn thiện hình vẽ, có thể đặt Thái cực đồ vào giữa Bát quái đồ, tạo thành một đồ hình trọn vẹn.
Không gian trong phong thủy được chia theo 8 hướng và chính cúng

## Trung thiên Bát quái đồ
Gần đây một số nhà nghiên cứu Việt Nam cho rằng còn có Trung thiên Bát quái, và cố tạo dựng lý thuyết. Tuy vậy những nghiên cứu này chưa được công nhận.